# Dilarə Kazımova
Dilarə Kazımova (Baku, 1984. május 20. –) azeri énekesnő, színésznő. Ő képviselte Azerbajdzsánt a 2014-es Eurovíziós Dalfesztiválon, a dán fővárosban, Koppenhágában.

## Zenei karrier

### 2014-es Eurovíziós Dalfesztivál
2014. március 2-án megnyerte a Böyük Səhnət, az azerbajdzsáni eurovíziós válogatóversenyt, így a 2014-es Eurovíziós Dalfesztiválon, Koppenhágában ő képviselhette hazáját. A többi eurovíziós előadóhoz hasonlóan még márciusban európai körútra, népszerűsíteni dalát. Április 16-án Budapestre érkezett, a Ma reggel és a Kívánságkosár című műsorban beszélgettek vele és a magyar résztvevővel, Kállay-Saunders Andrással a dalversenyről. A beszélgetés végén Dilara előadta versenydalát.
2014. május 6-án, a dalfesztivál első elődöntőjében lépett fel, innen továbbjutott döntőbe, ahol a 22. helyen végzett.